# Jarl Bjelke
Jarl August Bjelke, född 27 september 1885 i Kyrkslätt, död 6 juni 1974 i Mariehamn, var en finländsk jurist.
Bjelke, som var son till agronom August Bjelke och Hanna Helena Mathilda Moliis, blev student 1904, samt avlade rättsexamen och högre förvaltningsexamen 1908. Han var borgmästare i Kaskö 1915–1917, blev kanslist i Vasa hovrätt 1918, notarie 1919, fiskal 1928, sekreterare 1931, assessor 1934 och var häradshövding i Ålands domsaga 1934–1955. Han var advokat i Kaskö 1912–1917, sekreterare i Vasa uppbådskrets (sedermera Vasa militärdistrikt) 1918–1935 och ordförande i fältkrigsrätten för Ålands försvarsstyrkor 1939–1940.